# Georges Leuillieux
Georges Robert Félix Constant Leuillieux (Lilla, 3 agosto 1879 – Eu, 1º maggio 1950) è stato un nuotatore e pallanuotista francese.

## Carriera
Partecipò alle gare di pallanuoto e di nuoto della II Olimpiade di Parigi del 1900 e vinse una medaglia di bronzo, nei 200m stile libero per squadre  con la Pupilles de Neptune de Lille (con un punteggio totale di 61).
Prese parte anche al torneo di pallanuoto, sempre con la squadra dei Neptune, venendo sconfitti al primo turno dal Brussels Swimming and Water Polo Club per 2-0. Nelle competizioni di nuoto, partecipò ai 1000m stile libero, arrivando sesto in 16'53"2, alla gara dei 4000m stile libero, venendo eliminato nelle semifinali, e alla gara dei 200m dorso, arrivando terzo al primo turno, nuotando in 3'10"2, e venendo eliminato nelle semifinali.

## Palmarès
- Bronzo ai Giochi olimpici di Parigi 1900 nei 200m stile libero per squadre